# Eriphus longicollis
Eriphus longicollis là một loài bọ cánh cứng trong họ Cerambycidae.